# 昌宁镇 (民勤县)
昌宁镇，是中华人民共和国甘肃省武威市民勤县下辖的一个乡镇级行政单位。
2015年，甘肃省民政厅批复同意撤销昌宁乡，设立昌宁镇。

## 行政区划
昌宁镇下辖以下地区：
昌宁乡社区、北井村、大海子村、梧桐墩村、头井子村、昌盛村、永安村、中圣村、安宁村、昌宁村、华尖村、阜康村、兴安村和窑街矿务局民勤林场。